# Novo mesto
Novo mesto (niem. Neustadtl) – miasto w południowo-wschodniej Słowenii, siedziba gminy miejskiej Novo mesto. Leży w zakolu rzeki Krka, w pobliżu granicy z Chorwacją, ok. 60 km na płd.-wsch. od Lublany. W 2018 roku liczyło 23 335 mieszkańców. 

## Historia
Najwcześniejsze ślady osadnictwa pochodzą z okresu późnej epoki brązu – około 1000 p.n.e. Później znajdowane były ślady osadnictwa Ilirów i Celtów oraz do IV wieku n.e. Rzymian. W średniowieczu było ważnym miejscem targowy dzięki położeniu w sąsiedztwie klasztoru cystersów w Stičnej. W 1365 Rudolf IV, książę Austrii z dynastii Habsburgów nadał status miasta i nazwał Rudolphswert. Szczyt rozwoju Novo mesto osiągnęło w XVI wieku jednakże późniejsze najazdy Turków zmusiły mieszkańców do opuszczenia miasta. Miasto zaczęło się odradzać w XVIII i XIX wieku – w 1890 zostało połączone linia kolejową z Lublaną. W 2017 otworzono prywatną uczelnię: Univerza v Novem mestu. W Novo mesto urodziła się pierwsza dama Stanów Zjednoczonych w latach 2017-2021 oraz od 2025 Melania Trump ur. jako Melanija Knavs.

## Zabytki
- Kościół pw. św. Mikołaja
- Muzeum archeologiczne – Dolenjska Museum
- Kościół pw. św Leonarda
- klasztor Franciszkanów

## Przemysł
Znajduje się tu siedziba koncernu farmaceutycznego Krka. W mieście znajdowała się siedziba fabryki samochodów IMV, obecnie jedna z fabryk koncernu Renault. 
W mieście jest stacja kolejowa Novo mesto.

## Miasta partnerskie
- Trnawa
- Toruń